# Kristallen den fina (album)
Kristallen den fina är ett musikalbum från 1974 med Berndt Egerbladh som även producerat samt arrangerat samtliga låtar. Släppt av CBS som CBS 80299.

## Låtlista
Sida A
1. "Kristallen den fina" (Trad.)
2. "Umepolskan" (Egerbladh)
3. "Byssan lull" (Trad.)
4. "Ann-Christines visa" (Egerbladh)
5. "Liten Karin" (Egerbladh)

Sida B
1. "Allt under himmelens fäste" (Trad.)
2. "Staffansvisan" (Trad.)
3. "Om dagen vid mitt arbete" (Trad.)
4. "Barkbrödslåten" (Trad.)
5. "Jag vet en dejlig rosa" (Trad.)

## Medverkande musiker
- Red Mitchell, bas
- Jan Allan, trumpet
- Berndt Egerbladh, piano, elpiano
- Jan Bandel, vibrafon
- Jan Tolf, gitarr
- Janne Schaffer, gitarr
- Pétur "Island" Östlund, trummor
- Anders Lindskog, tenorsaxofon
- Bertil Strandberg, trombon